# Dwars door Vlaanderen 2015
La Dwars door Vlaanderen 2015, settantesima edizione della corsa, valida come evento dell'UCI Europe Tour 2015 categoria 1.HC, si svolse il 25 marzo 2015 su un percorso di 200,2 km. Fu vinta dal belga Jelle Wallays, che giunse al traguardo in 4h35'59" alla media di 43,52 km/h.
Conclusero la gara 89 dei ciclisti alla partenza.

## Ordine d'arrivo (Top 10)
| Pos. | Corridore          | Squadra      | Tempo    |
| ---- | ------------------ | ------------ | -------- |
| 1    | Jelle Wallays      | Topsport     | 4h35'59" |
| 2    | Edward Theuns      | Topsport     | a 2"     |
| 3    | Dylan van Baarle   | Cannondale   | s.t.     |
| 4    | Michał Kwiatkowski | Etixx        | a 4"     |
| 5    | G. Van Keirsbulck  | Etixx        | a 1'20"  |
| 6    | Tiesj Benoot       | Lotto-Soudal | a 1'29"  |
| 7    | Cyril Lemoine      | Cofidis      | s.t.     |
| 8    | Jens Debusschere   | Lotto-Soudal | s.t.     |
| 9    | Nikolas Maes       | Etixx        | s.t.     |
| 10   | Aleksej Catevič    | Katusha      | s.t.     |